# Стефановка (Ивано-Франковская область)
Стефановка (укр. Стефанівка) — село в Рогатинской городской общине Ивано-Франковского района Ивано-Франковской области Украины.
Население по переписи 2001 года составляло 1 человек. Занимает площадь 1,192 км². Почтовый индекс — 77074. Телефонный код — 03435.